# Great Trigonometrical Survey
Il Great Trigonometrical Survey (in italiano “Grande indagine trigonometrica”) è stato un progetto avente come scopo lo studio e il rilevamento topografico del territorio indiano; tra il 1818 e il 1877 il governo coloniale britannico mantenne un ufficio di sovrintendenza a tale progetto, che fu guidato nei suoi stadi iniziali da William Lambton, e in seguito da George Everest. La campagna di rilevamenti e misurazioni promossa riuscì con esito positivo a completare l'indagine topografica dei territori britannici in India e ad effettuare la misurazione delle più elevate vette dell'Himalaya e del Karakorum, come l'Everest, il Kangchenjunga e il K2. Lo studio ebbe inoltre un notevole impatto scientifico, in quanto le anomalie evidenziate dai calcoli riguardo alla deviazione della verticale fornirono una delle basi alle teorie geologiche formulate negli anni successivi.

## Storia

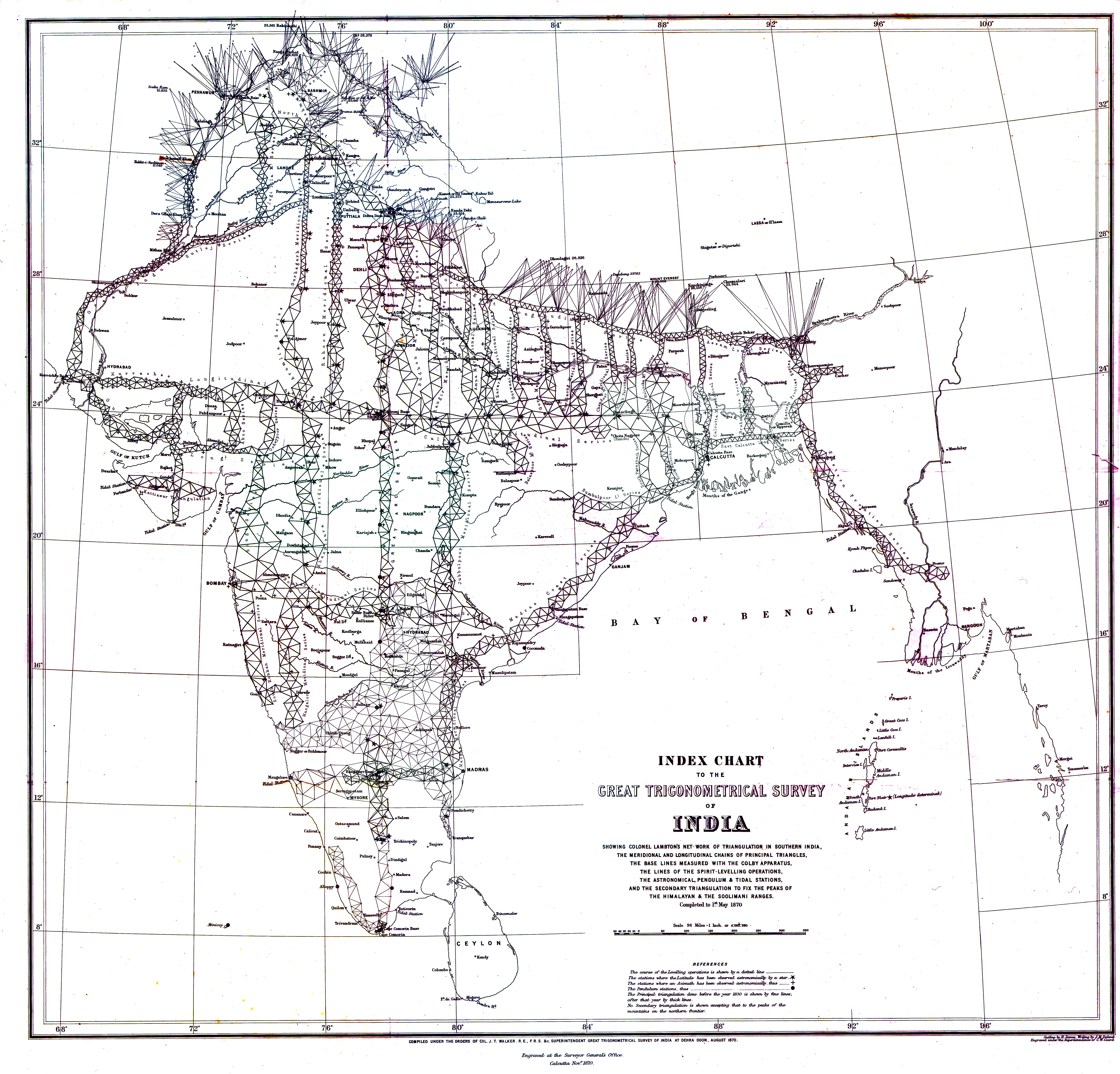
Mappa del 1870 con le triangolazioni effettuate dal Great Trigonomical Survey

Il bisogno di effettuare rilevamenti topografici in India avanzò di pari passo con le armi nel periodo in cui la Compagnia inglese delle Indie Orientali acquisiva nella zona territori e protettorati; la conoscenza topografica infatti si mostrò essa stessa un'arma potente in mano ai colonizzatori, che anche grazie ad essa riuscirono ad avere la meglio su avversari più numerosi sfruttando la maggiore conoscenza del terreno. Fin dalla seconda metà del XVIII secolo, perciò, i topografi marciarono assieme ai colonizzatori.
La battaglia di Plassey e il conseguente predominio britannico nella zona del Bengala furono il preludio alla nomina di James Rennell a capo dell'ufficio destinato alla misurazione topografica da parte della presidenza bengalese; Rennel compose un atlante e una mappa che furono da esempio per le successive esplorazioni in altre zone dell'India che, nel frattempo, cadevano sotto il controllo della Compagnia. Quest'ultima si avvalse volentieri di cartografi e topografi in grado di catalogare villaggi, strade e sentieri e stimare le risorse di ogni zona.
Nel 1799 William Lambton propose una campagna di rilevamenti, da effettuare con il metodo della triangolazione, su tutta la penisola indiana, in modo da compilare una mappa generale dell'intera zona; la sua idea era quella di introdurre metodi trigonometrici per creare una serie di triangoli che avrebbero costituito la base di ogni futura misurazione. L'idea non era nuova, ma era già stata applicata in Scozia dopo la seconda insurrezione giacobita.
Il lavoro di rilevamento iniziò il 10 aprile 1802 con la misurazione di una linea base nei pressi di Madras. Dopo aver misurato la distanza tra le due coste, Lambton si dedicò al rilevamento di un intero arco di meridiano, il 78°, per la distanza di 2500 km; per farlo i suoi uomini incontrarono enormi pericoli e difficoltà, sfidando il caldo, la vegetazione, la malaria, gli animali feroci e anche la popolazione ostile, trasportando per terreni impervi enormi teodoliti. L'arco di meridiano fu la spina dorsale di tutte le future misurazioni.
Nel 1818, a indagini già iniziate da più di 15 anni, fu formalmente creato il Great Trigonomical Survey of India, con lo scopo di coordinare tutte le operazioni di misurazione; il comando fu affidato a Lambton, mentre il giovane ufficiale d'artiglieria George Everest fu scelto come suo aiutante. Nel frattempo, il dominio britannico si espandeva verso nord, necessitando maggiori rilevamenti.
Lambton morì nel 1823, lasciando il comando del progetto ad Everest, che lo esercitò fino al suo pensionamento nel 1843, introducendo numerose innovazioni nel metodo di lavoro. Gli successe il suo aiutante Andrew Waugh; sotto la sua guida furono compiute, sempre mediante triangolazioni trigonometriche, le misurazioni delle più imponenti cime dell'Himalaya.
Nel 1861, al ritiro di Waugh, l'ufficio fu diviso: la sovrintendenza al Trigonometrical Survey andò a James Thomas Walker, mentre al colonnello Thuillier fu affidata la carica di General Surveyor. La distribuzione dei compiti non fu tuttavia molto chiara, e i due organismi finirono spesso per ostacolarsi. A quell'epoca le triangolazioni trigonometriche principali erano già state pressoché eseguite, e la principale preoccupazione era quella di trovare un metodo per verificare la mole dei dati raccolti. Quando nel 1877 Thuillier giunse alla pensione, i due uffici furono nuovamente unificati sotto il nome di Survey of India e affidati alla guida di Walker.

## I metodi di misurazione
Prima dell'introduzione della trigonometria, la latitudine di un punto era calcolata misurando l'angolo tra i raggi della stella polare e la superficie della terra. Il metodo introdotto da Lambton in India invece prevedeva l'accurata misurazione di una linea di base, lunga tra i 10 e i 20 km, dai cui vertici venivano misurati gli angoli verso un punto lontano tra i 20 e i 45 km; conoscendo due angoli e il lato in essi compreso venivano calcolati trigonometricamente i dati del triangolo, e quindi la distanza del punto. Con l'introduzione nel 1830 di nuovi strumenti da parte di George Everest, il margine di errore fu ridotto all'ordine di 1 cm per chilometro; il lavoro del Great Trigonometrical Survey lasciò sul terreno 3706 stazioni trigonometriche.
La misura dell'altezza dei rilievi montuosi fu effettuata usando triangolazioni verticali, livelle e mareografi.

## I risultati
Grazie alle sue triangolazioni, il Great Trigonometrical Survey riuscì a stabilire le esatte coordinate di ogni punto di riferimento sul suolo indiano, gettando in tal modo le basi non solo per la cartografia, ma anche per i successivi rilevamenti catastali e fiscali; ebbe inoltre il merito di misurare l'altezza dei maggiori picchi dell'Himalaya.
Le misurazioni mostrarono inoltre che il filo a piombo era deviato dalla massa delle montagne dell'Himalaya meno di quanto ci si aspettasse; la scoperta provocò un forte dibattito tra i geologi, che portò ad introdurre il concetto di isostasia per spiegare il fenomeno. Secondo tale teoria, le diverse parti della crosta terrestre fluttuano in uno stato di equilibrio idrostatico su un substrato più liquido; il materiale delle catene montuose deve perciò essere meno denso di quello presente sul fondo degli oceani.